# Ягельно (Нижньосілезьке воєводство)
Ягельно (пол. Jagielno, нім. Deutsch-Jägel) — село в Польщі, у гміні Пшеворно Стшелінського повіту Нижньосілезького воєводства.
Населення — 223 особи (2011).
У 1975-1998 роках село належало до Валбжиського воєводства.

## Демографія
Демографічна структура станом на 31 березня 2011 року:
|          | Загалом | Допрацездатний вік | Працездатний вік | Постпрацездатний вік |
| -------- | ------- | ------------------ | ---------------- | -------------------- |
| Чоловіки | 114     | 26                 | 75               | 13                   |
| Жінки    | 109     | 20                 | 57               | 32                   |
| Разом    | 223     | 46                 | 132              | 45                   |